# 埃爾博尼奧內河
45°06′N 8°50′E / 45.100°N 8.833°E

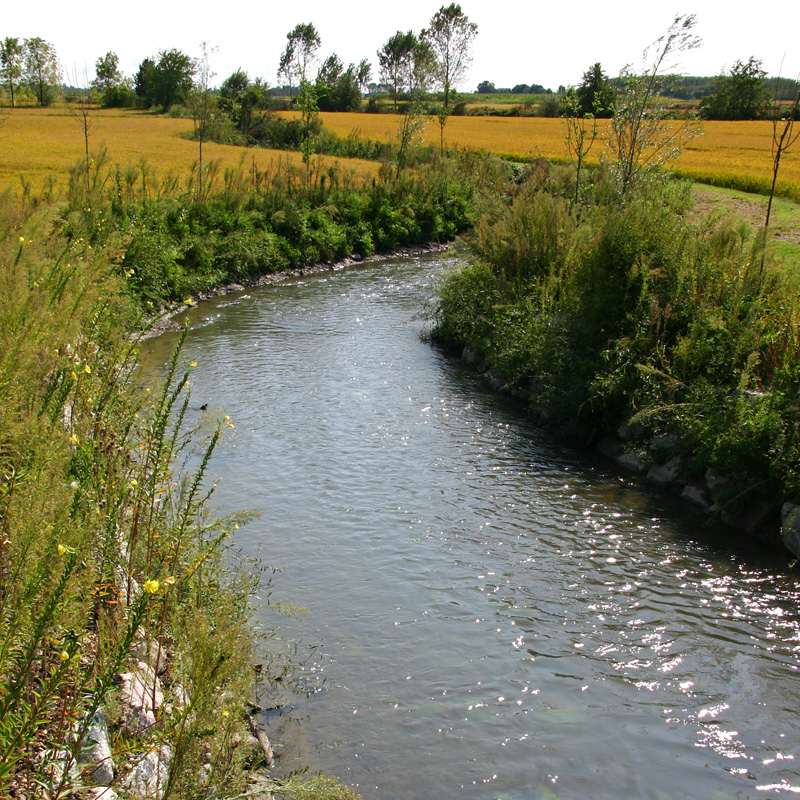

埃爾博尼奧內河是意大利的河流，發源自諾瓦拉以南，流經諾瓦拉省和帕維亞省，河道全長48公里，平均流量每秒0.9立方米，最終注入阿戈尼亞河。